# 钓竿

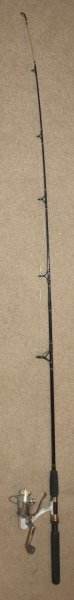
钓竿

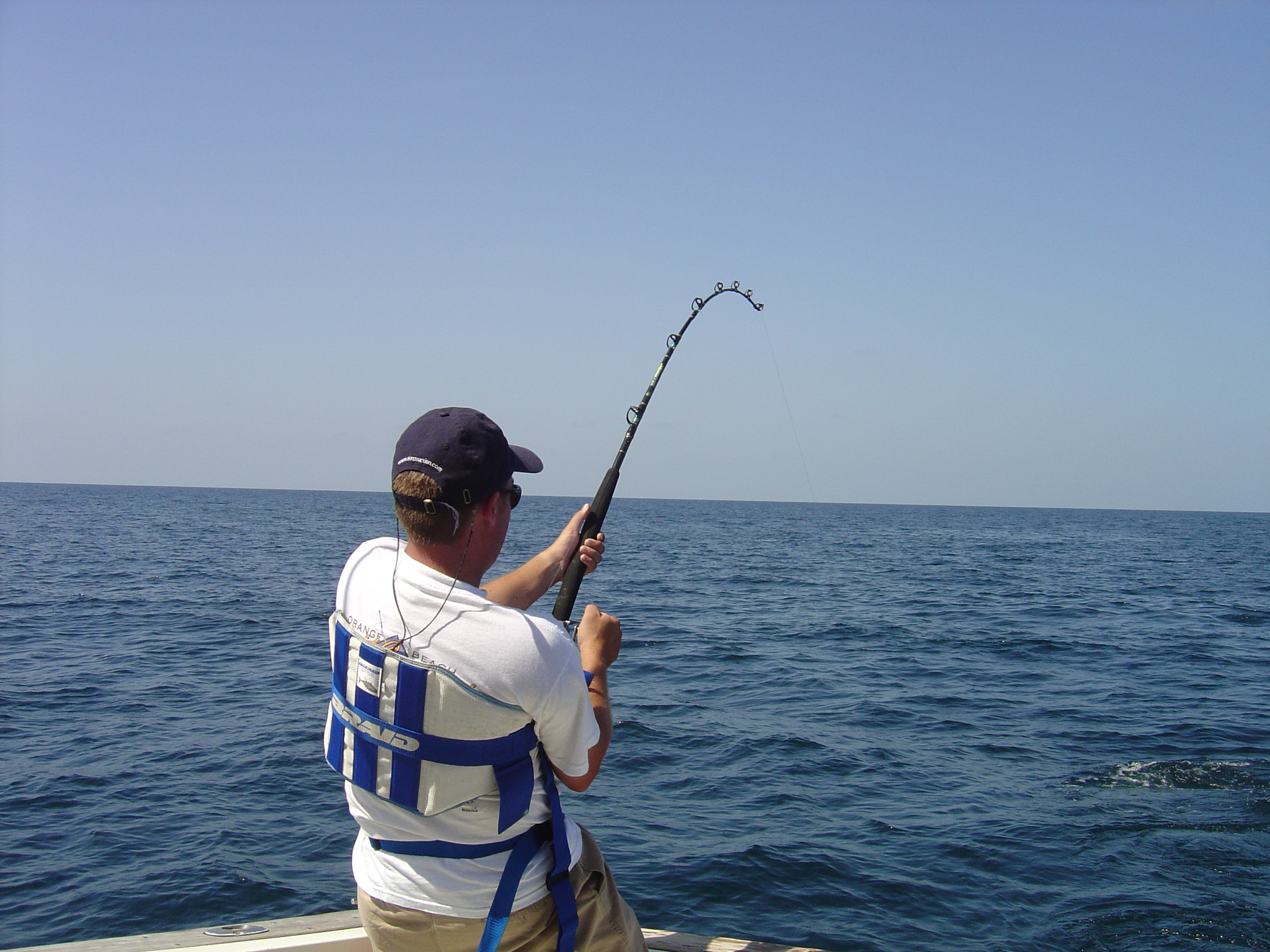
使用鱼竿进行船钓

钓鱼竿（英語：fishing rod）又名钓竿、鱼竿，是钓鱼时常用的一种手持渔具，外形是略有弹性的细长直杆，主要用来伸展到水面上方操纵鱼线并更有助于将鱼钩甩向较远处水域。传统鱼竿通常直接在末端固定鱼线，但现代鱼竿通常配有卷线器，只通过一系列导线环去影响鱼线的活动。使用钓竿捕鱼的钓鱼方式称作垂钓，不使用钓竿的钓鱼方式则统称线钓。

## 功能
作为一种渔具，鱼竿通常满足以下几个功能：
- 通过加长力臂来提高抛投时鱼钩和鱼饵被赋予的弧速度，增加抛投可以达到的距离；
- 可以延伸到水面上方并放大钓者手腕的动作，以便更好的操控鱼线的位置和方向；
- 抖动竿稍可以对鱼线施加短促的侧向（水平和垂直的）矢量拉力，在假饵钓鱼时让拟饵的动态更加仿真；
- 在不依赖鱼轮做钓时（比如传统竿悬钓），钓者主要依赖挑动鱼竿来对鱼线施加拉力；
- 竿身的弹性可以卸掉施加在鱼线上的一部分应力，特别是在鱼激烈挣扎时可以像弹簧阻尼器一样起到被动减震的作用，降低因动量瞬间变化产生冲击力扯断鱼线的风险。

### 抛投技法
抛投（casting）是用鱼竿作钓的基本功，可以决定鱼饵与目标鱼之间的诱鱼距离，并因此影响作钓的成功率。根据钓者的动作不同，抛投可以分为以下几种：
- 举手抛（overhand cast）：也称过头抛（overhead cast）或直抛（straight cast），手握鱼竿于头顶正上方，竿尖后倾，然后像劈刀一样从正中快速向前甩动投送。这种抛法的特点是稳定可靠、准确度高、且不妨碍两侧的他人，但投送时需注意松开放线的角度和时间[1]:103，而且必须要注意后方盲区的人身安全。同时因为竿身挥动的轨迹“占天不占地”，必须要注意上方是否有可能被鱼钩和鱼线刮挂到的高空物体，比如树冠、架空电线、结构物（比如桥梁底部、路灯等）、飞行物（比如飞鸟和四轴无人机）等。

- 侧手抛（sidearm cast）：简称侧抛（side cast），分正手和反手两类，抛投时由身体侧面斜后方提起鱼竿，经过肩膀侧面像挥击网球拍一样横划弧线投送。这种投法优点是抛投轨迹低平，更有利于新手控制抛出仰角，但需要注意协同腕力、臂力和腰力的配合，精准度也因为视差的原因远不如直手抛，而且因为挥竿“占地不占天”也不适合在狭窄、草木繁茂或周围人多的场合使用[1]:105。

- 斜抛：正手和侧手结合一种混合投法，通常侧面起手，然后抬竿甩出在头部侧上方45度角的位置投送出去，经常还会配合一些助跑和转身。这种投法可以更充分借用胸肌、核心肌群和躯干旋转的力量，通常用来长距离抛投较重的鱼饵，但必须注意姿态平衡、脚步踏法和重心迁移[1]:105。

- 环抛（roll cast）：先绕甩竿尖牵扯鱼饵做垂直圆周旋转，然后突然向前方挑竿放线让鱼饵从弧线运动改成直线运动甩出，和垒球抛球的原理相似。这种投法适合中近距离抛投到较为低窄、有障碍物遮掩的位置，甚至可以让鱼饵在水面打水漂弹跳（skipping）。

- 荡抛（flipping）：通常用低手或侧手动作，让鱼线悬着鱼饵先行前后摆动，在荡过最低点后松线让鱼饵随着惯性甩出。这种投法比较适合近距离精准抛投。

- 弹抛（pitching）：用手握住饵钩或挂重饵时用手腕突然发力，使竿梢在短时间内处于极度弯曲状态，然后让竿身自然回弹将鱼饵甩出。这种投法适合近距离针对较为低矮的空间。

## 构造

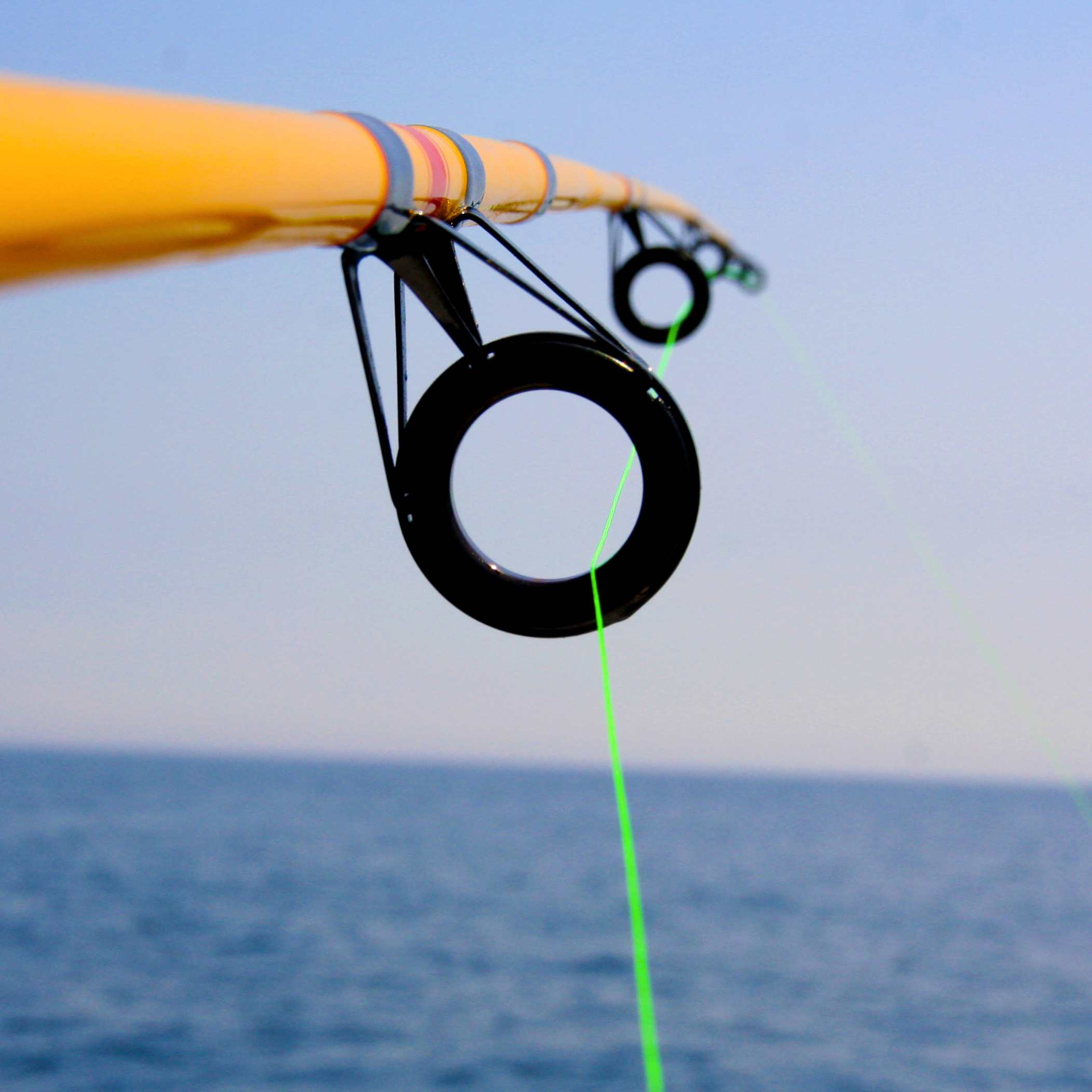
导线环

鱼竿通常由重量轻、强度高的材料制成，早期使用的是木棍和竹竿等天然材料；现代一般使用铝合金、玻璃钢、石墨烯或碳纤维-树脂复合材料等有些许弹性的合成材料制作。鱼竿的直径从后向前会逐步变细，包括以下几个部位：
- 握把（handle）：这是鱼竿后端让钓鱼者手持的部分，通常会外裹软木、橡胶或EVA等手感较好但不会打滑的材料；
  - 竿底（butt）：握把最后的末端，通常有个可以拆卸的底帽（butt cap），在用力时可以抵住身体借力，不用时可以触地用来将鱼竿竖着存放；
  - 轮座（reel seat）：握把上用来安装卷线器的卡槽；
- 竿身（shaft）：鱼竿承担负荷的主体部分，通常具有一定弹性；
  - 插套（frenule）：多节竿中负责固定连接各个插节的部件；
- 竿梢（tip）：鱼竿的前方末端，是整个竿身直径最细的部分，也是弹性最好的部分，在钓鱼时也是动作幅度最大的部分；
- 导线环（line guide）：安装在竿身和竿尖上的侧向圆环，用来将线弯曲的力传到竿身上，并限制鱼线的摆动范围；
  - 尖环（tip top）：安装在竿稍末端的导线环，是整个鱼竿最后接触鱼线的部件，也是受力最强的位置；
  - 绕套（winding）：将导线环固定在竿身上的管状套件；
  - 挂钩器（hook holder）：一个接近握把的特殊环套，主要用来挂住鱼钩以便带线存放。

## 类别

### 结构
根据结构，鱼竿可以分为以下几种：
- 一体竿（one-piece rod）：最传统的结构，整个鱼竿为不可拆分的一整段；
- 多段竿（multi-piece rod）：在日语中也称并继竿（並継ぎ竿），竿身可以拆分成多节（通常为两节，也可能是三节或四节）以便运输和储存，使用时再通过插套（ferrule）拼装成一体；
- 伸缩竿（telescopic rod）：在日语中也称振出竿（振り出し竿），竿身中空分为可以滑动伸缩的多段（与鞭状天线相似），平时缩回以便运输和储存，使用时再伸长固紧。优势是可以带线带轮收缩，适合在野外远足时即兴垂钓，但缺点是强度、感度和可靠性都不如同径的非伸缩竿。

### 钓法
根据所匹配的卷线器以及钓法设计，鱼竿也可以分为以下几种：
- 旋绕竿（spinning rod）：最常见的钓竿，通常配合旋绕式卷线器（即俗称的“纺车轮”）使用，因为握把通常呈笔直的圆柱状，因此也称直柄竿；
- 抛线竿（casting rod）：配合抛饵式卷线器（即俗称的“水滴轮”）使用的鱼竿，因为握把下方通常有一个帮助手握时防止打滑的凸起，形似扳机，因此也称枪柄竿；
- 飞蝇竿（fly rod）：飞蝇钓专用的鱼竿，通常配备设计较为简单的中轴轮——即所谓的“飞蝇轮”（fly reel），竿身通常较长较软；
- 冰钓竿（ice rod）：冰钓专用的鱼竿，通常非常短；
- 拖线竿（trolling rod）：船钓时针对大型鱼类和深海鱼的鱼竿，通常配备传统的鼓式轮，不需要考虑抛线性能，但强度非常高，回弹的调性适中且弯曲点靠中央。

### 材质和用途
鱼竿按照材质分类包括：传统竹竿、玻璃纤维竿、碳素竿；按照钓法包括：手竿、矶竿、海竿（又名甩竿）；按照所钓鱼类包括：溪流小继竿、日鲫竿（又名河内竿）、鲤竿、矶中小物竿。:6-8

#### 竹竿
竹竿被用作鱼竿已经有几千年历史 ，它是天然的垂钓工具，粗细、轻重、韧度都符合标准。选择竹竿作为鱼竿时，忌用2年以下年龄的嫩竹子制作，因为其韧度不够，容易被大鱼拉断。竹竿以冬天砍伐的为上品，冬天砍伐的竹竿可以防止虫蛀。

#### 手竿
手竿选择必须注意最重要的第一节（顶端一节、日文称穗先）和第二节（日文称穗持）的相接之处，必须注意其粗细差别和第一节留有多长在第二节中，粗细差别大和第一节留在第二节中长度小的鱼竿容易被大鱼拉断。:4手竿搏鱼时，为防止鱼儿下潜逃生，可以使其反转方向，把鱼儿的头拉上水面，切断鱼鳃的氧气供应，鱼儿丧失体力时，拉向岸边，用抄网捞起。:11

#### 海竿

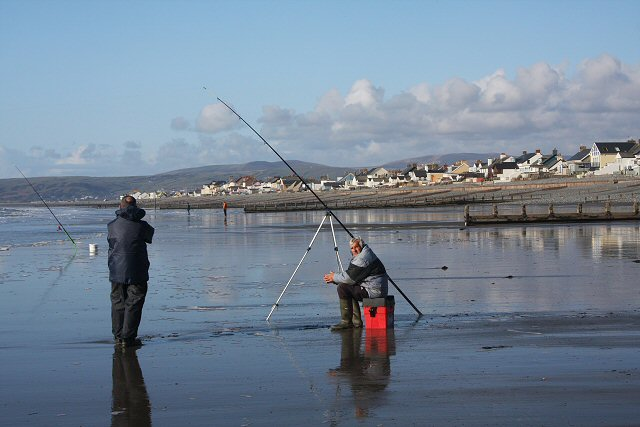
英國波爾斯海灘上用海竿垂釣的人

海竿主要用于垂钓大型鱼类，尤其是海鱼及一些体积大的淡水鱼，牵引力猛，手竿难以对付。:6-8

#### 溪流小继竿
在河流、小溪、池塘，垂钓半斤以下游鱼，一般使用溪流小继竿。:6

#### 日鲫竿
垂钓半斤以上鲫鱼，可以使用日鲫竿，其特点是收缩后长度较长、调子准确、钓力适当。:6

#### 鲤竿
垂钓大型鲤鱼、草鱼、青鱼、鲢鱼、鳙鱼，一般使用鲤竿，其特点是竿壁厚而重，而且其手柄尾部有铁环，可以绑缚失手绳。:7

#### 矶中小物竿
矶中小物竿也是用来钓大型鲤鱼、草鱼、青鱼、鲢鱼、鳙鱼，其特点是有丝道环、卷线器，钓大鱼时收放自如。:8

## 判定鱼竿
差竿表现为：两节相接处插入不深；接口椭圆形、管壁厚度不均匀；振动时，鱼竿出声响；绑上鱼线拉时，弯曲不自然。轻便、结实、韧性好、制作精良、长短合适是好竿的五大标准。:10

## 常见参数

### 欧美系
西方国家生产的鱼竿上通常有以下几个参数：
- 长度（length）：指鱼竿的全长，在欧洲通常使用公制的米作为单位，在北美则使用英尺和英寸。
- 应力值（power value）：也称“竿重”（rod weight），指鱼竿的刚度，分为“超轻”（ultralight）、“轻”（light）、“中-轻”（medium-light）、“中等”（medium）、“中-重”（medium-heavy）、“重”（heavy）、“极重”（extra heavy）、“超级重”（extra extra heavy）等级别。竿重级别越轻，鱼竿受到同等应力时发生的弯曲形变幅度越大。竿重值在钓鱼时可以作为判断鱼竿是否适合目标鱼的参考，通常轻竿配轻饵钓小鱼、重竿配重饵钓大鱼。如果用重竿钓小鱼，手感会很差而且很难维持抛饵距离；如果轻竿钓大鱼，如不细心观察鱼竿的弯曲极限则可能直接发生折断。
- 调性（action）：指让鱼竿发生弹性应变的应力被解除后竿身回弹并完全恢复到初始状态的速度，主要分为“慢”（slow）、“中”（medium）、“快”（fast）三个级别，有些厂家也会生产“中-慢”（medium-slow）、“中-快”（medium-fast）、“极快”（extra fast）等指标的鱼竿。慢调竿的主要弯曲受力点通常更向后，而快调竿则更接近前方末端。慢调竿更适合延展性差的编织鱼线（braided line），但因为竿身的负载比例较高，很难额外施加力量拉鱼；快调竿更适合单丝鱼线（mono line），也更容易快速施力扯线控饵，但是如果使用弹性较差的鱼线则容易造成过载断线，而且因为应力集中在更靠近竿尖更细的部分也更容易造成断竿。
- 线重（line weight）：指鱼竿末端可以承受的最理想的拉力范围，通常用磅或公斤为单位，一定程度上可以估算竿身在设计上的强度极限。如果针对较重、力气较大的目标鱼，则需要考虑使用线重较高的鱼竿——除非使用者遛鱼的技巧特别高超且有足够耐心、体能和时间。
- 饵重（lure weight）：指鱼竿最适合搭配的末端渔具（包括鱼钩、鱼饵/假饵加上鱼漂和配重，如果是飞蝇钓则主要是加重的特制鱼线）的重量总和，通常用盎司或克为单位，如果所配过重或过轻都会影响抛投距离，而且饵重超标可能会造成断线甚至断竿。

### 日系
日本所产的鱼竿上的标示有不同含义：
- 全长：鱼竿总长度，以米或公尺作单位，一般是手竿是3.6米、4.5米、5.4米最常见。[1]:3
- 继数：又名继本数，指鱼竿的节数，中文称一节，日文称一本，一般鱼竿由6节组成。[1]:3
- 收缩后长度：日文称仕舞寸法，指的是手柄最粗的这一节。[1]:3
- 元径：鱼竿最粗一节的直径。[1]:3
- 先径：鱼竿最前面、最纤细一节顶端的直径，由先径可以判断鱼竿的锤负荷、硬软调。[1]:4
- 锤负荷：甩竿和矶竿标明了锤负荷，锤负荷说明鱼竿可以使用多少号的铅锤做沉坨。[1]:4
- 自重：鱼竿不含有鱼线等的净重。[1]:4

## 操作

### 手竿
手竿的握法是，右手手握手竿，食指伸直，手心朝上。:79把鱼线置入水中的方法一般分为：投送法、拨送法、侧投法、背送法。:80-93取鱼时，一只手举竿，一只手拿起抄网捞鱼。:94

### 海竿
海竿的抛投讲究投得远、投得准，主要投送法分为：过头法、斜投法、侧投法。:100投送之前，右手中指与无名指夹住卷线器的脚架握竿，左手握住手把，转动卷线器把多余的鱼线卷回，右手食指第一节扣住导线，再将纺线架提起来，导线成为直角。:101投送之后，插在插座上，夹上铃铛，铃铛响时，取出鱼竿，用力上扬，大鱼拉弯鱼线和鱼竿时，才收线。:109